# Pont
Pont é uma comuna francesa na região administrativa da Borgonha-Franco-Condado, no departamento de Côte-d'Or. Estende-se por uma área de 3,46 km². Em 2010 a comuna tinha 146 habitantes (densidade: 42,2 hab./km²).